# Слайне мак Дела
Слайне мак Дела — (ірл. Sláine mac Dela) — згідно середньовічної ірландської історичної традиції — верховний король Ірландії з племені Фір Болг. Час правління (згідно з середньовічною ірландською історичною традицією): 1514—1513 до н. е. (згідно з «Історією Ірландії» Джеффрі Кітінга) або 1934—1933 до н. е. роки до н. е. згідно хроніки Чотирьох Майстрів. Син Дела.
Згідно легенд він був вождем племені Фір Болг, які висадились на берег Ірландії з метою її заселити. До того Ірландія довгий час була незаселена після того як острів спустошили епідемії та нашестя якихось містичних живих істот — фоморів. Плем'я Фір Болг після того як вони були вигнані з Ірландії вони жили в Греції, де були поневолені. Назву Фір Болг легенди пояснюють по різному: «вдягнені в мішки» або «шалені» (за шаленство в битві). Слайне вирішив повернутися в Ірландію — фірболги висадились на берег в нинішньому Вексфорді б гирлі річки Слані (ірл. Slaney). Всього з Слайне припливли 5000 чоловік. Серед них були нащадки Немеда.
Фірболги розділи між собою Ірландію. Слайне став володарем Ленстера, Ганн (ірл. Gann) — північного Манстера, Сенганн (ірл. Sengann) — південного Манстера, Геннан (ірл. Genann) — володарем Коннахта, Рудрайге (ірл. Rudraige) — володарем Улада (Ольстера).
Дружиною Слайне була Фуад (ірл. Fuad). Частина племені Фір Болг називалась Гайліойн чи Гайлеанга (ірл. Gailióin, Gaileanga) — від давньоірландського «ге» (ірл. gáe) — спис.
Правив Ірландією всього один рік. Помер в Дінд Ріг (ірл. Dind Ríg), що нині в графстві Карлоу. Був похований в Слейн, що нині в графстві Міт. Трон успадкував його брат Рудрайге.